# 127
Het jaar 127 is het 27e jaar in de 2e eeuw volgens de christelijke jaartelling.

## Gebeurtenissen

### Italië
- Keizer Hadrianus maakt een rondreis op Sicilië, terug in Rome verklaart hij dat christenen niet tot de doodstraf mogen worden veroordeeld, zonder een proces.

### Egypte
- Claudius Ptolemaeus, Grieks astronoom, verricht in Alexandrië allerlei waarnemingen. Hij komt tot de conclusie dat alle planeten zich in banen rond de aarde bewegen.